# Myospila melsetter
Myospila melsetter este o specie de muște din genul Myospila, familia Muscidae. A fost descrisă pentru prima dată de John Otterbein Snyder în anul 1953.
Este endemică în Zimbabwe. Conform Catalogue of Life specia Myospila melsetter nu are subspecii cunoscute.